# Mistrzostwa Świata w Hokeju na Lodzie Kobiet 2023
25. Mistrzostwa Świata w Hokeju na Lodzie 2023 organizowane przez IIHF odbyły się w Kanadzie. Miastem goszczącym najlepsze żeńskie reprezentacje świata było Brampton. Turniej elity rozegrany został w dniach 5–16 kwietnia 2023 roku. Zawody były jednocześnie kwalifikacją do następnego turnieju.

## Elita
| Msc. | Reprezentacja     |
| ---- | ----------------- |
|      | Stany Zjednoczone |
|      | Kanada            |
|      | Czechy            |
| 4    | Szwajcaria        |
| 5    | Finlandia         |
| 6    | Szwecja           |
| 7    | Japonia           |
| 8    | Niemcy            |
| 9    | Węgry             |
| 10   | Francja           |

W tej części mistrzostw uczestniczyło 10 najlepszych reprezentacji na świecie. System rozgrywania meczów był inny niż w niższych dywizjach. Najpierw wszystkie drużyny uczestniczyły w fazie grupowej, podzielone na dwie grupy. Z grupy A wszystkie zespoły awansowały do ćwierćfinału, natomiast z grupy B trzy najlepsze ekipy zagrały w 1/4 finału. Dwie najsłabsza drużyny spadły do Dywizji I Grupy A. Mecze zostały rozegrane w dniach od 5–16 kwietnia 2023 roku w Brampton.

## Pierwsza dywizja
Grupa A
| Lp. | Drużyna  |
| --- | -------- |
| 1   | Chiny    |
| 2   | Dania    |
| 3   | Austria  |
| 4   | Holandia |
| 5   | Norwegia |
| 6   | Słowacja |

Grupa B
| Lp. | Drużyna          |
| --- | ---------------- |
| 1   | Korea Południowa |
| 2   | Polska           |
| 3   | Włochy           |
| 4   | Słowenia         |
| 5   | Wielka Brytania  |
| 6   | Kazachstan       |

Grupa A Dywizji I jest drugą klasą mistrzowską, z której dwie najlepsze drużyny uzyskały awans do Elity, a ostatni zespół został degradowany do Grupy B Dywizji I. Grupa B Dywizji I stanowi trzecią klasę mistrzowską. Jej zwycięzca awansował do Dywizji I Grupy A, zaś ostatnia drużyny spadła do Dywizji II Grupy A.
Turnieje I Dywizji zostały rozegrane:

Grupa A – od 20 do 26 sierpnia 2023 roku w Shenzhen, Chiny

Grupa B – od 17 do 23 kwietnia 2023 roku w Suwon, Korea Południowa.

## Druga dywizja
Grupa A
| Lp. | Drużyna         |
| --- | --------------- |
| 1   | Łotwa           |
| 2   | Hiszpania       |
| 3   | Meksyk          |
| 4   | Chińskie Tajpej |
| 5   | Islandia        |
| 6   | Korea Północna  |

Grupa B
| Lp. | Drużyna           |
| --- | ----------------- |
| 1   | Belgia            |
| 2   | Australia         |
| 3   | Nowa Zelandia     |
| 4   | Południowa Afryka |
| 5   | Chorwacja         |
| 6   | Turcja            |

Grupa A Dywizji II jest czwartą klasą mistrzowską, z której pierwsza drużyna uzyskała awans do Dywizji I Grupy B, a ostatni zespół jest degradowany do Grupy B Dywizji II. Grupa B Dywizji II stanowi piątą klasę mistrzowską. Jej zwycięzca awansuje do Dywizji II Grupy A, zaś ostatnia drużyny spada do III dywizji grupy A.
Turnieje II Dywizji zostały rozegrane:

Grupa A – od 1 do 7 kwietnia 2023 roku w Meksyku, Meksyk

Grupa B – od 20 do 26 lutego 2023 roku w Kapsztadzie, Południowa Afryka

## Trzecia dywizja
Grupa A
| Lp. | Drużyna  |
| --- | -------- |
| 1   | Hongkong |
| 2   | Ukraina  |
| 3   | Litwa    |
| 4   | Rumunia  |
| 5   | Bułgaria |
| 6   | Estonia  |

Grupa B
| Lp. | Drużyna              |
| --- | -------------------- |
| 1   | Serbia               |
| 2   | Izrael               |
| 3   | Bośnia i Hercegowina |

Grupa A Dywizji III jest szóstą klasą mistrzowską, z której pierwsza drużyna uzyskała awans do Dywizji II Grupy B. Grupa B Dywizji III stanowi siódmą klasę mistrzowską. Jej zwycięzca awansuje do Dywizji III Grupy A.
Turnieje III Dywizji zostały rozegrane:

Grupa A – od 3 do 9 kwietnia 2023 roku w Braszowie, Rumunia

Grupa B – od 26 do 31 marca 2023 roku w Tnuvot, Izrael